# Mortrée
Mortrée ist eine französische Gemeinde mit 1.125 Einwohnern (Stand: 1. Januar 2022) im Département Orne in der Region Normandie. Sie gehört zum Arrondissement Alençon und zum Kanton Sées. Sie ist eine mit dem Regionalen Naturpark Normandie-Maine assoziierte Zugangsgemeinde.
Sie entstand als namensgleiche Commune nouvelle mit Wirkung vom 1. Januar 2019 durch die Zusammenlegung der bisherigen Gemeinden Mortrée und Saint-Hilaire-la-Gérard, die in der neuen Gemeinde den Status einer Commune déléguée haben. Der Verwaltungssitz befindet sich im Ort Mortrée.

## Geographie
Die Gemeinde liegt rund 20 Kilometer nördlich von Alençon mit Teilen im Regionalen Naturpark Normandie-Maine. Im Westen verläuft das Flüsschen Thouane, im Osten die Sennevière, die hier beide in die Orne einmünden, die die nordöstliche Gemeindegrenze markiert. Durch den Norden der Gemeinde führt die Autobahn A88. Nachbargemeinden von Mortrée sind Médavy im Norden, Le Château-d’Almenêches im Nordosten, Macé im Osten, Belfonds im Osten und Südosten, La Ferrière-Béchet und Tanville im Süden, Le Cercueil im Südwesten, Montmerrei im Westen sowie Boischampré im Nordwesten.

## Bevölkerungsentwicklung
| Jahr                                                                  | 1962 | 1968 | 1975 | 1982 | 1990 | 1999 | 2013 | 2021 |
| --------------------------------------------------------------------- | ---- | ---- | ---- | ---- | ---- | ---- | ---- | ---- |
| Einwohner                                                             | 1178 | 1220 | 1168 | 1158 | 1136 | 1189 | 1237 | 1134 |
| Quellen: Cassini und INSEE (bis 2013 Addition der Vorgängergemeinden) |      |      |      |      |      |      |      |      |

## Sehenswürdigkeiten

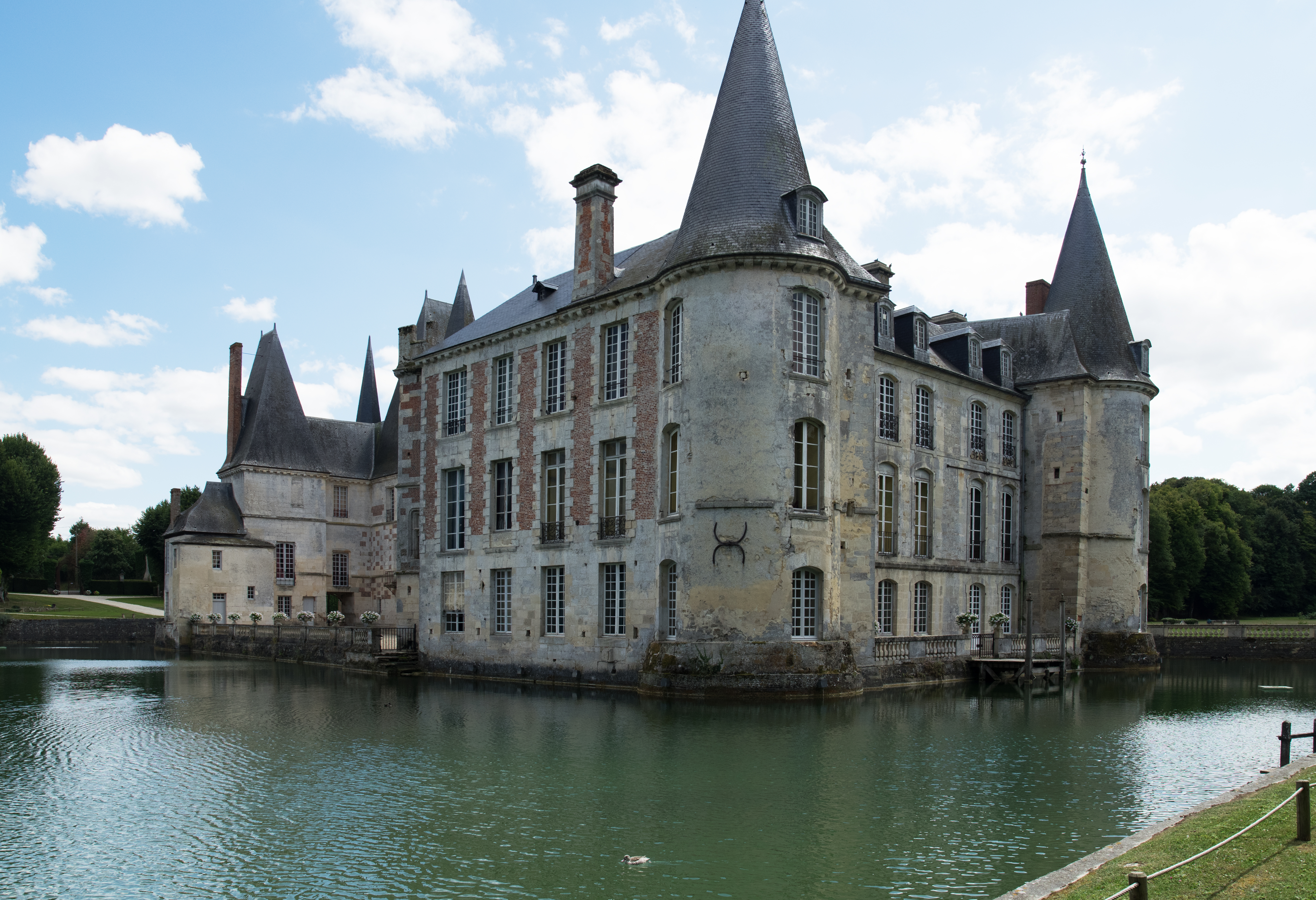
Wasserschloss Ô
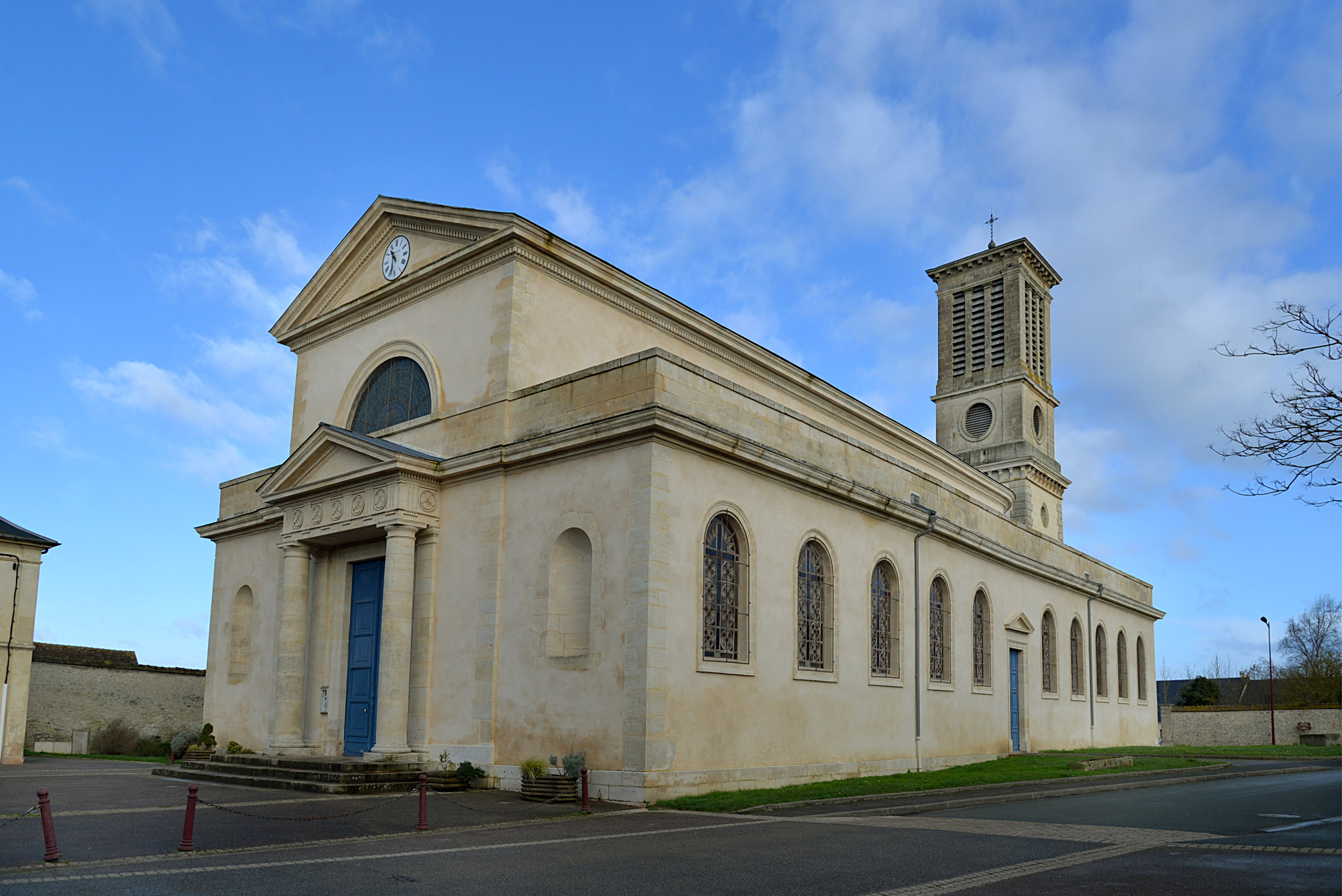
Kirche Saint-Pierre
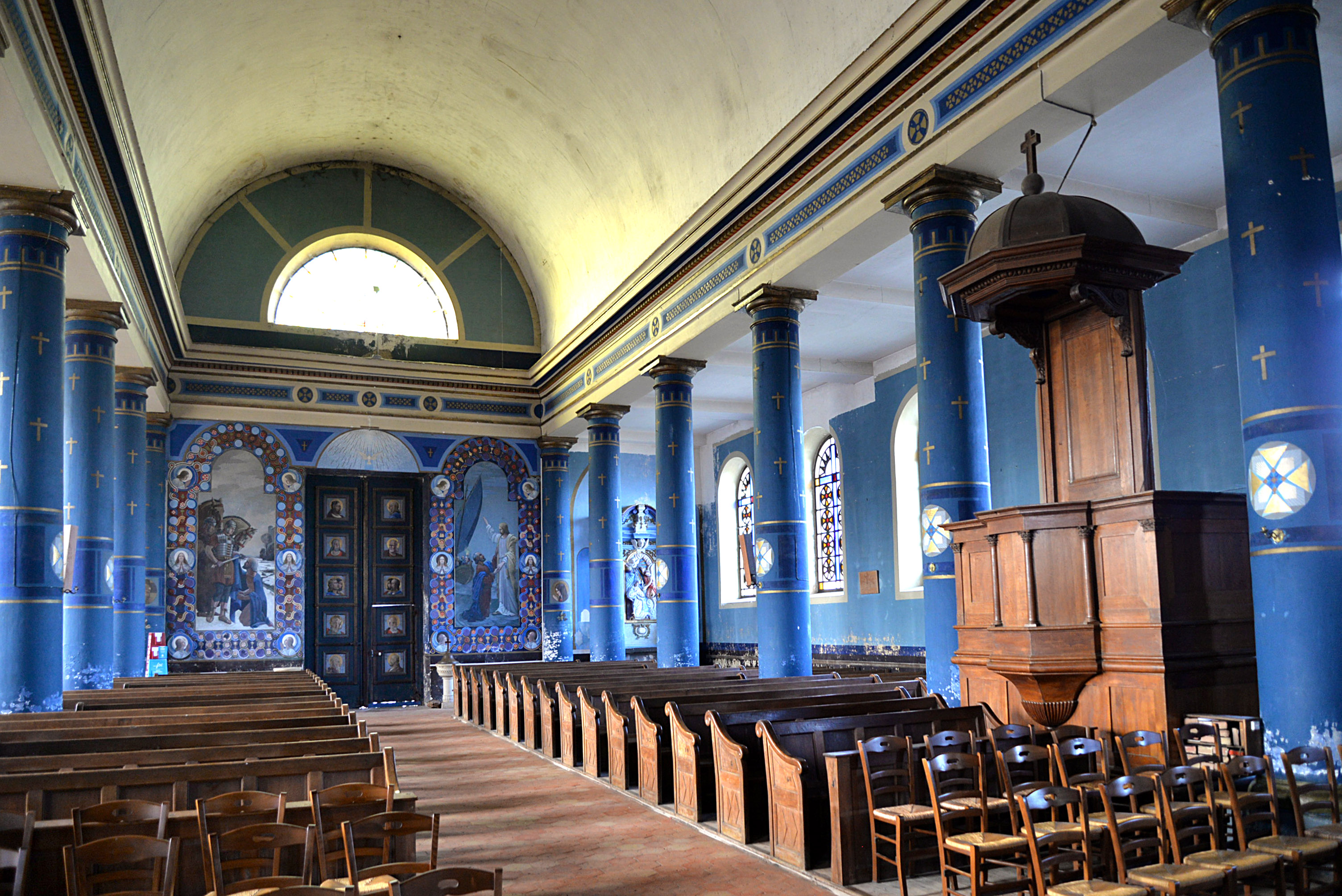
Innenansicht Saint-Pierre
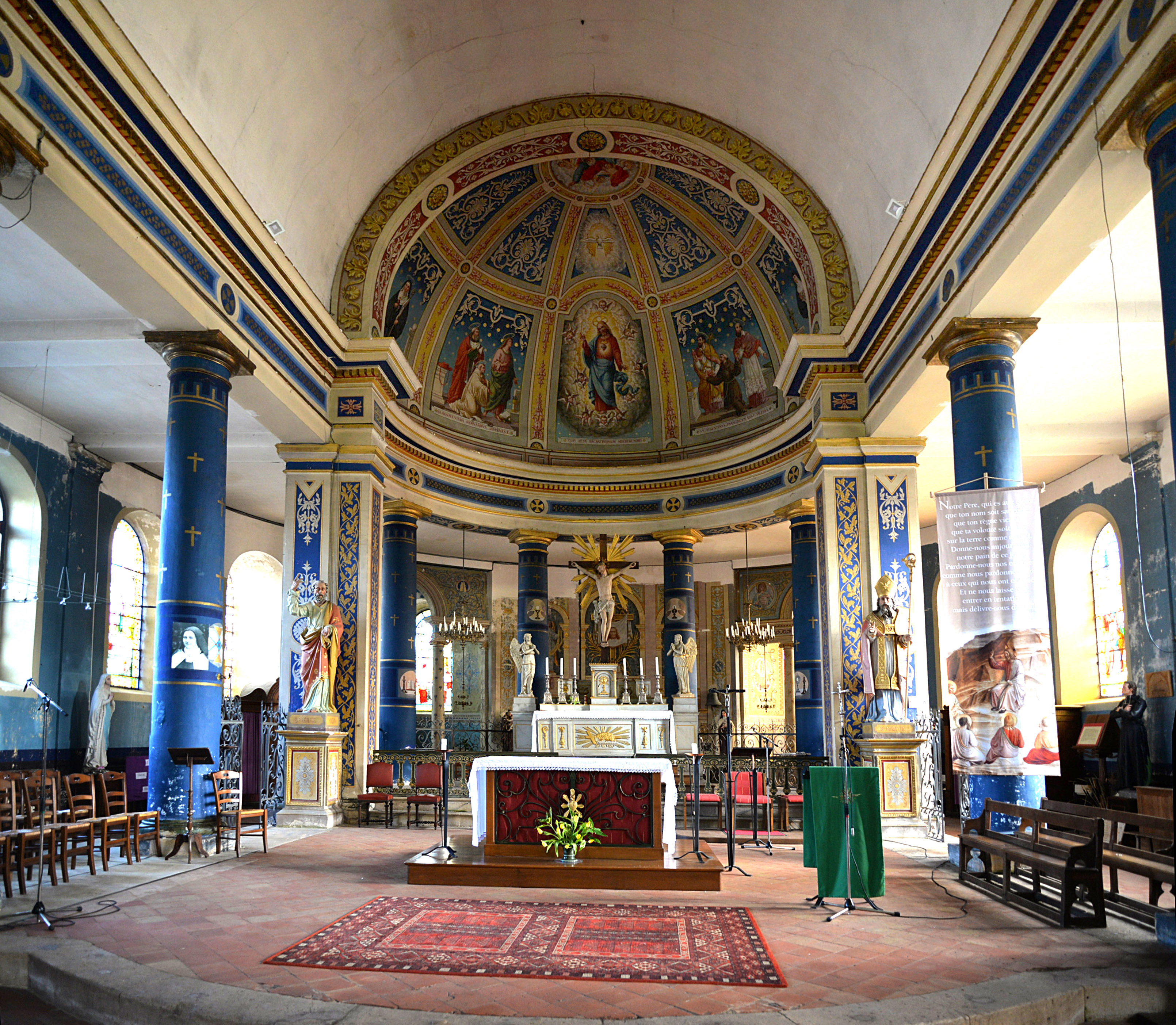
Gefallenendenkmal

- zwei Wassertürme

- Wasserschloss Ô
- Kirche Saint-Pierre
- Innenansicht Saint-Pierre
- Gefallenendenkmal